# Burg Hainchen
Die Burg Hainchen ist eine Wasserburg und befindet sich am Ortsrand des Stadtteils Hainchen der Stadt Netphen im Siegerland (Nordrhein-Westfalen).

## Geschichte
Die Burg besteht seit mindestens 1290, dem Jahr, in welchem sie erstmals urkundlich erwähnt wird. Damals war sie im Besitz derer vom Hain, einer alten Adelsfamilie in und um Nassau. 1239 übertrug Graf Heinrich II. der Reiche von Nassau auf Bitten seines Lehnsmannes Friedrich vom Hain die Einkünfte des Netphener Kirchspiels dem Prämonstratenserinnenkloster Keppel bei Hilchenbach, das Friedrich auf seinem Besitz errichtet hatte.
Die Burg war von zwei Gräben vollständig umschlossen. Die Burg besteht aus vier Ecktürmen, einem tonnengewölbten mittelalterlichen Keller und gewölbtem Erdgeschoss von 1537.
Die Burg wurde von ihren Besitzern im Jahre 1313 an den Grafen Heinrich I. von Nassau-Siegen verkauft. Im Jahre 1355 wurde sie an den Ritter Konrad von Bicken als nassauisches Burglehen übergeben. Sein Nachfahre Philipp von Bicken erwarb 1443 dann die gesamte Besitzung, Burg und Tal zum Hain, als Lehen.
Die Burg wurde unter Philipp von Bicken erweitert. Die Nordostseite des Hauptgebäudes erhielt eine Kapelle als Anbau. Zu Beginn des 16. Jahrhunderts nahmen die Herren von Bicken die Wasserburg als ihren Wohnsitz und befestigten sie durch Mauern und Bollwerke. Da der damalige Lehnsherr Johann V. (Nassau) befürchtete, dass die Bicken zu mächtig werden könnten, wurde im Jahre 1511 die Möglichkeit der Stationierung Nassauischer Truppen in der Burg auf alle Zeiten vereinbart.
Einer der Söhne Philipps von Bicken war der auf Burg Hainchen geborene Johann Adam von Bicken (* 27. Mai 1564, † 11. Januar 1604 in Aschaffenburg), der von 1601 bis 1604 Erzbischof und Kurfürst von Mainz und damit Erzkanzler des Heiligen Römischen Reiches war. Die Brüder Johann und Eberhart von Bicken ließen sich in der im Nachbarort Irmgarteichen gelegenen Pfarrkirche St. Cäcilia ein prächtiges Grabmal errichten, das noch heute erhalten und zu besichtigen ist.
Im 18. Jahrhundert war die Familie von Bicken verarmt. Sie verkaufte die Burg Hainchen im Jahre 1711 an den Fürsten von Nassau-Siegen. Nach weiteren Eigentümerwechseln kam die Wasserburg zum 7. Juli 1747 in das Eigentum von Fürst Wilhelm IV., Prinz von Oranien.
Nachdem Hainchen in preußischen Staatsbesitz übergegangen war, verfiel die Burg im 19. Jahrhundert allmählich. Im Jahre 1864 wurden die letzten zwei von ursprünglich vier Haupttürmen abgerissen, die Bruchsteine des Bauwerks dienten dem Bau der Landstraße von Hainchen in das hessische Rittershausen. Ab Beginn des 20. Jahrhunderts  wurden die Burgreste einer preußischen Oberförsterei als Wohn- und Wirtschaftsgebäude zugewiesen. Nachdem im Zweiten Weltkrieg das St.-Josefs-Kinderheim ausgebombt worden war, kam es 1945 vorübergehend in den leerstehenden Burgräumen unter. Die Einrichtung einer Bauhütte durch den Berliner Professor Otto Sticht scheiterte in den 1960er Jahren an unterschiedlichen Auffassungen über Art und Weise der Restaurierung und weil nicht ausreichend Investitionskapital vorhanden war.
Seit den 1970er Jahren befindet sich die Burg in Trägerschaft des Siegerländer Burgenvereins, der die Erhaltung und den Wiederaufbau der Burganlage vorantrieb. Nach abgeschlossenen Wiederaufbauarbeiten, die am 21. Februar 1976 mit der Grundsteinlegung begannen, wurde die Wasserburg am 15. Januar 1977 in einem Festakt ihrer heutigen Bestimmung übergeben. Mittlerweile dient die Burg, bewirtschaftet vom Institut Lebenshilfe, zur Erholung für behinderte und pflegebedürftige ältere Menschen. Die etwa 33.000 m² große Parkanlage dient als kulturelle Begegnungsstätte. Im Inneren der Burg wurden die Räume im Rahmen des Wiederaufbaus nach historischen Vorgaben ausgestattet. Hier zeugt etwa die aus dem Jahr 1557 stammende Eichentür als ältestes Relikt von vergangenen Tagen, aber auch die Burgkeller und das Kreuzgratgewölbe der „alten Küche“ erinnern an frühere Zeiten.